# Copenhagen Bombay
Copenhagen Bombay er et dansk filmselskab stiftet af Anders Morgenthaler og Sarita Christensen. Selskabets produkter er fortrinsvis målrettet børn og unge.